# エネマグラ
エネマグラ (Enemagra) は、アメリカ合衆国の泌尿器医によって開発された前立腺マッサージ器具の名称。三牧ファミリー薬局を運営する有限会社光漢堂の登録商標である。名称は英語で浣腸を意味する「エネマ」と、勃起不全の治療薬である「バイアグラ」を掛け合わせたものである。
以前はHIH社が開発したPro-Stateシリーズのことを指したが、現在のエネマグラはアネロスとは無関係である。

## 概要
医師が肛門から指を挿入し、直腸壁を介して前立腺マッサージを行うことにより中にたまった古い前立腺液を絞り出すことは、前立腺炎や前立腺肥大症、あるいはそれらを原因とする前立腺諸症状の治療のためにしばしば行われる処置である。アメリカ合衆国の泌尿器医ジロー・タカシマ（テキサス州ヒューストン）は1996年にこの処置を患者自らが、しかも直腸に指を挿入することなく行うことができる器具を開発した 。タカシマは1997年に自らHigh Island Health（HIH）社を創業し、この器具をPro-State（PS）と名付けて製造・販売を開始し、その普及に努めた。
1999年にHIH社は有限会社光漢堂と日本での代理店契約を結び、PSシリーズのPS NEWを「エネマグラ　EX」「エネマグラ EYE」の名称で日本で販売開始。他のPSシリーズもエネマグラとして販売した。
その後、代理店契約の打ち切り後も引き続き光漢堂から独自のエネマグラシリーズが販売され続けた。
エネマグラはAnerosの日本での名称として広く普及しており、アネロスもエネマグラの名称で販売されていたが、エネマグラの名称を普及させたのは光漢堂で、エネマグラの名称は光漢堂の登録商標でありパインズ社には使用できないとの判決が2011年に下ったため、2012年に日本でもエネマグラの名称は世界統一ブランド名、アネロスに変更となり、エネマグラ・ジャパンもアネロスジャパンに社名が変更された。以降登録商標の問題で元々エネマグラを作ったHIH社の製品がアネロスになり、販売店のオリジナル商品がエネマグラを名乗っている。
上述の経緯により、2012年以降のエネマグラはアネロスとは無関係の、光漢堂が開発・販売する前立腺マッサージ器具の名称となっている。一方アネロスはアメリカのHIH社で開発されているが、アネロスジャパンは「アネロスは大きさとかが欧米人用で日本人用ではない」と言うのが有限会社 光漢堂の主張である。